# Duna: Imperium
Duna: Imperium é um jogo de tabuleiro desenvolvido por Paul Dennen e lançado pela Dire Wolf Digital em 2020. O jogo passa-se no universo Duna de Frank Herbert e as pessoas jogadoras constroem um baralho para realizar alianças com facções e combater para ganhar pontos de vitória. Após seu lançamento, o jogo foi indicado a diversos prêmios, incluindo o Kennerspiel des Jahres.

## Dinâmica de jogo
Duna: Imperium é um jogo de colocação de trabalhadores para construção de baralhos. Os jogadores começam com um baralho de dez cartas e um líder com habilidades assimétricas. Durante cada rodada, as pessoas jogadoras compram cinco cartas e as revelam para enviar agentes a locais que oferecem benefícios como recursos, cartas, tropas e alianças com facções. Depois que foram posicionados os agentes, são reveladas as cartas restantes e a carta de conflito do turno é resolvida, com premiações para quem a vence. O jogo termina quando alguém atinge dez ou mais pontos de vitória ou a última carta de conflito é resolvida.

## Recepção

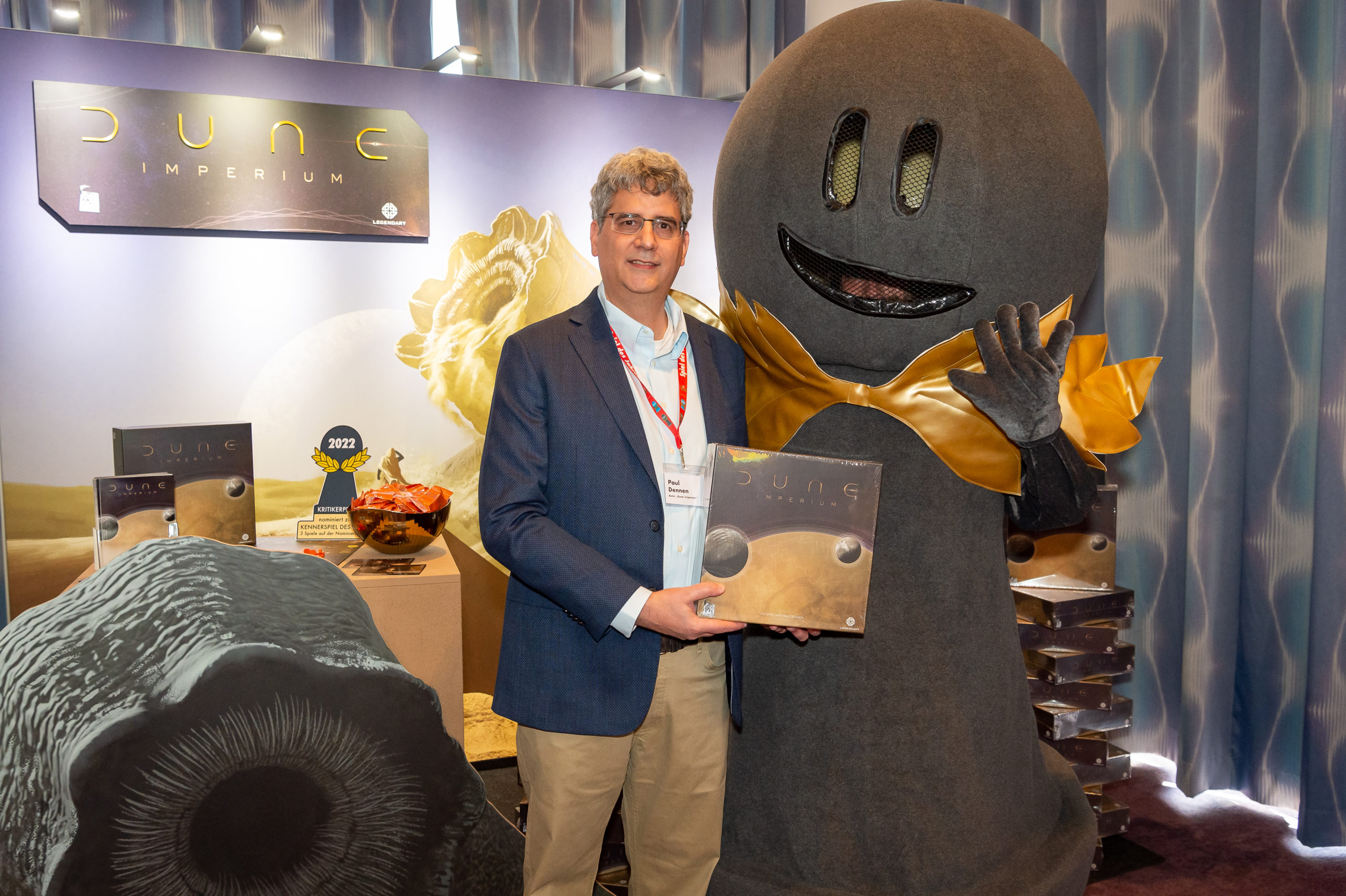
O desenvolvedor Paul Dennen (à esquerda), no estande de promoção de seu jogo, no Spiel des Jahres

Numa crítica para a IGN, Matt Thrower descreveu que os componentes "optam pela função em vez da forma", elogiando as cartas de líder, mas criticando a arte como medíocre. O crítico elogiou as reviravoltas da dinâmica do jogo, considerando-o uma "rica sopa de decisões táticas". Thrower concluiu que "Duna: Imperium é um jogo impressionante, acessível, variado e com um apelo que atinge uma ampla gama de gostos de jogo." Charlie Hall da Polygon recomendou o jogo e elogiou a construção de baralho e o engajamento da dinâmica.
O jogo foi indicado ao prêmio Kennerspiel des Jahres de 2022. O júri afirmou que o jogo era "um aprimoramento inteligente da mecânica clássica de colocação de trabalhadores", elogiando o mecanismo de aquisição, a interação do jogador, o tema e a estratégia. O jogo também ficou em terceiro lugar no Deutscher Spiele Preis .